# 第27空挺旅団 (ドイツ連邦陸軍)
第27空挺旅団（だい27くうていりょだん、ドイツ語：Luftlandebrigade 27）は、ドイツ連邦陸軍の旅団の一つ。当初は第1空挺師団隷下にあって、1991年からミュンスターに司令部を置く第1軍団隷下に所属変更される。旅団司令部をリップシュタットに置き、旅団隷下部隊はノルトライン＝ヴェストファーレン州のイーザーローンに主力が駐屯していた。1993年に解隊後第31装甲擲弾兵旅団と合併し新編された第31空挺旅団に引き継がれる。

## 歴史
1970年、旅団は陸軍第3次編制に基づきリップシュタットにて編成される。旅団は第1空挺師団隷下にあったが、第1軍団の軍団予備隊に指定される。新規編成部隊は複数の降下猟兵大隊を再編成することにより誕生した。第291降下猟兵大隊はホイベルク幕営地（de:Lager Heuberg）に再駐屯し1971年11月1日に第271降下猟兵大隊に改称され、旅団隷下に所属変更された後の1972年7月1日にイーザーローンへ移駐する。ヴィルデスハウゼンの第272降下猟兵大隊は1960年以後の陸軍第3次編制により第11装甲擲弾兵師団第31装甲擲弾兵旅団隷下の第313装甲擲弾兵大隊から改編・改称され第313降下猟兵大隊となり旅団隷下に編入される。また、旧第272降下猟兵大隊は異なる編制を構成し第313装甲擲弾兵大隊に母体に編成され、現在の第313降下猟兵大隊に再編成される。
- 旅団司令部中隊　在リップシュタット
- 第271降下猟兵大隊　在イーザーローン（ファーレルの第313装甲擲弾兵大隊/降下猟兵大隊と合併する）
- 第272降下猟兵大隊　在ヴィルデスハウゼン（のちに第272降下対戦車防御大隊に改編される）
- 第273降下猟兵大隊　在イーザーローン（オルデンブルクの第314装甲擲弾兵大隊/降下猟兵大隊と合併する）
- 第274降下猟兵大隊　在イーザーローン（1991年解隊）
- 第270空挺補給中隊　在リップシュタット
- 第270空挺迫撃砲中隊　在ヴィルデスハウゼン、イーザーローン
- 第270空挺工兵中隊　在ミンデン、ヴィルデスハウゼン
- 第270空挺衛生中隊　在ケーニヒスボルン（1970年編成）
- 第270空挺偵察小隊（空挺偵察中隊に改編される）
- 第270空挺対戦車防御中隊（陸軍第3次編制時の一時的編成）

陸軍第4次編制期の1982年に師団は平時規定により第270空挺工兵中隊を解隊するが、同年に再編成される第110工兵大隊のために編成準備に関与する。陸軍第5次編制では1991年に第1空挺師団隷下から第1軍団の直轄部隊となる。1993年に第31装甲擲弾兵旅団と合併し第31空挺旅団としてオルデンブルクで再編成される。

## 歴代旅団長
| 代 | 氏名                                                      | 着任         | 離任          |
| -- | --------------------------------------------------------- | ------------ | ------------- |
| 1  | ライノ・ハマー陸軍大佐 Reino Hamer                        | 1970年3月    | 1972年4月     |
| 2  | ヴォルフラム・イービン陸軍大佐 Wolfram Ibing              | 1972年4月    | 1977年9月     |
| 3  | フランク・シルト陸軍大佐 Frank Schild                     | 1977年10月   | 1980年3月31日 |
| 4  | エルンスト・コキー陸軍准将 Ernst Coqui                    | 1980年4月1日 | 1984年3月31日 |
| 5  | ギュンター・ロス陸軍大佐 Günter Roth                      | 1984年4月1日 | 1985年3月31日 |
| 6  | エルンスト・リッシュタイン陸軍大佐 Ernst Richstein        | 1985年4月1日 | 1987年3月31日 |
| 7  | ハンス＝ディートリッヒ・カムス陸軍大佐 Hans-Dietrich Kams | 1987年4月1日 | 1991年3月31日 |
| 8  | フォルカー・レーフ陸軍大佐 Volker Löw                     | 1991年4月1日 | 1993年        |